# Ostorhinchus angustatus
Ostorhinchus angustatus es una especie de pez con aleta radiada del género Ostorhinchus, de la familia Apogonidae, orden Kurtiformes. Fue descrita por Smith & Radcliffe en 1911.

## Descripción
Mide 11 cm de longitud total.

## Distribución
Se distribuye por el Indo-Pacífico: mar Rojo y África Oriental, Japón y Nueva Caledonia.